# Claudio Tapia
Claudio Fabián Tapia (Concepción, 22 de setembro de 1967) é um ex-jogador e dirigente de futebol argentino. Atualmente ocupa a presidência da Associação do Futebol Argentino (AFA).

## Biografia

### Primeiros anos
Natural de Concepción, na província de San Juan, ainda jovem, atuou como atacante nas divisões de base do Club Atlético Barracas Central. Após abandonar precocemente os gramados, ele começou a trabalhar no sindicato dos caminhoneiros. Lá, conheceu Paola, filha de Hugo Moyano — o poderoso líder desse sindicato e presidente do tradicional Independiente — com quem casou-se.

### Presidência do Barracas Central
Em 2000, Claudio Tapia foi chamado por um grupo de sócios para ajudar na reorganização do Barracas Central, afundado em dívidas. "Chiqui" assumiu a presidência do clube no ano seguinte e ajudou na reconstrução — hoje o estádio leva seu nome.

### Presidência da AFA
Na quarta-feira, 29 de março de 2017, Claudio "Chiqui" Fabián Tapia, com 49 anos, foi aclamado como o novo presidente da Associação do Futebol Argentino (AFA), com mandato até 2021. Foram 40 votos a favor e apenas 3 abstenções.